# Trinidad Ramos
Trinidad Ramos (Madrid, c. 1835 - Carabanchel Bajo, 3 de enero de 1863) fue una cantante española de ópera y zarzuela.

## Trayectoria
Estudió en el Conservatorio de Madrid con el maestro Tomás Genovés. Tras lograr un gran éxito en el Teatro Real (Madrid), donde cantó la Gilda de Rigoletto de Giuseppe Verdi), se trasladó a Italia, para perfeccionar su arte donde estudió con Lamperti. Posteriormente cantó en los principales teatros de dicho país, así como en Londres, La Habana y Nueva York.
Al regresar a España precedida de gran expectación, actuó primero en el Teatro Real, aunque no tardó en dedicar por completo su talento y sus facultades a la entonces naciente zarzuela española. Su primer compromiso con el género músico-teatral hispano fue en el Teatro de la Zarzuela en 1861 con La hija del regimiento, adaptación zarzuelística de la opéra-comique La Fille du régiment de Gaetano Donizetti a cargo de Emilio Álvarez. Desde ese momento y hasta su prematura retirada por una enfermedad que acabó con su vida estrenó numerosas obras de Joaquín Gaztambide, Emilio Arrieta y otros compositores de la época en el Teatro de la Zarzuela y en el Teatro del Circo.
Comenzó en el Teatro de la Zarzuela pero tras diferencias con Gaztambide y Salas, en la temporada 1861-62 fue motivada por Arrieta a mudarse a la competencia, el Teatro del Circo convirtiéndose en el mayor atractivo del mismo.
En 1862 se retiró de la escena pública al no poder cantar por la tisis que había contraído y que le impidió volver a cantar. Se marchó a una finca en Carabanchel que alquiló en donde murió.

## Obra
A lo largo de su carrera actuó en los principales teatros de la capital, interpretando obras como:

### Teatro de la zarzuela
- 1856 - La hija de la Providencia. Obra por Emilio Arrieta.
- 1861 - Marta. Obra de Friedrich von Flotow.[4]
- 1861 - Llamada y tropa. Obra de Emilio Arrieta.[5]
- 1861 - Una vieja. Compuesta por Joaquín Gaztambide.[6]
- 1860 - Nadie se muere hasta que Dios quiere. Con música de Cristóbal Oudrid.
- 1861 - El caballo blanco. Compuesta por Cristóbal Oudrid.
- 1861 - Los peregrinos. Obra de José Rogel.

### Teatro del circo
- 1861 - Un jaleo en Triana. Con música de Isidoro García Rossetti.[7]
- 1861 - Un marido por apuesta. Obra de Luis Reparaz.
- 1861 - Genaro el gondolero. Compuesta por Antonio Rovira.[8]
- 1861 - Dos coronas. Compuesta por Emilio Arrieta.[9]
- 1862 - Harry el Diablo. Obra de Antonio Reparaz.[10]